# Bob Jones
James Robertson „Bob” Jones (n. 1930 – d. 16 aprilie 1989) a fost Grand Dragon al filialei Ku Klux Klan North Carolina Knights în perioada 1963-1969.

## Biografie
Jones s-a născut în 1930 în Salisbury, Carolina de Nord. Tatăl său era lucrător feroviar și fusese membru al KKK în anii 1920, iar mama sa ocupa funcția de Ladies Auxiliary în cadrul organizației. După ce a abandonat studiile liceale, Jones s-a înrolat în Marina Statelor Unite. Acesta a fost eliberat din funcție după ce a refuzat să salute un ofițer de culoare. După scurta cariera militară, Jones a lucrat în nenumărate locuri, inclusiv ca zidar și vânzător de paratrăsnet.

#### United Klans of America
Acesta s-a înscris în organizația U.S. Klans în 1954, dar a renunțat ulterior și s-a alăturat grupului rival United Klans of America⁠(d). În august 1963, Jones a fost ales Grand Dragon al filialei din Carolina de Nord a UKA. Reprezentanții filialei susțineau în 1965 că organizația are 12.000 de membri, mai mult decât oricare alt grup al KKK din State.
La 20 octombrie 1965, Jones a fost convocat în fața Comitetului pentru activități neamericane⁠(d) unde au fost investigate activitățile organizației. Acesta a fost chestionat cu privire la activitățile Klanului și la presupusa fraudă din cadrul filialei aflate sub conducerea sa. Jones a refuzat să răspundă sau să pună la dispoziție facturile citate. Prin urmare, Camera Reprezentanților a decis să-l acuze de sfidare a Congresului⁠(d). A fost judecat, condamnat la un an de închisoare și amendat cu 1000 de dolari. A fost eliberat în ianuarie 1970. În această perioadă, filiala sa din Carolina de Nord s-a fragmentat. Doar șase sute de membri au mai rămas în filiala sa. Jones nu a fost de acord cu deciziile luate de noua conducere și a renunțat la activitățile sale din cadrul organizației.

## Moartea
După eliberarea, Jones a început din nou să lucreze ca vânzător de paratrăsnete, iar apoi ca paznic. A încetat din viață pe 16 aprilie 1989.